# Kantanakunte, Dod Ballapur
Kantanakunte là một làng thuộc tehsil Dod Ballapur, huyện Bangalore Rural, bang Karnataka, Ấn Độ.